# Élections générales uruguayennes de 2009
Le premier tour des élections générales uruguayennes a eu lieu le 25 octobre 2009. Il a été remporté par le Front large (Frente Amplio, coalition de gauche), qui a obtenu 1 105 277 de voix, soit 47,96 % des suffrages, ce qui lui donne une majorité absolue au Congrès (16 sénateurs sur 30 et 50 députés sur 99). José Mujica (« Pepe »), l'ancien guérillero Tupamaro candidat du Front large pour la présidence, a remporté le second tour, le 29 novembre 2009, avec 52,9 % des voix), contre 42,9 % pour Luis Alberto Lacalle, l'ancien président candidat du Parti national (ou Parti blanco). José Mujica prendra ses fonctions le 1er mars 2010. L'alliance, au second tour, du Parti blanco, du Parti colorado et du Parti indépendant, n'a ainsi pas suffi à bloquer la seconde victoire consécutive du Front large.
Avec Danilo Astori (Assemblée Uruguay, candidat du Front large à la vice-présidence et ministre de l'Économie du gouvernement Vázquez), José Mujica s'est rendu au Chili et au Brésil pendant la campagne, pour rencontrer respectivement Michelle Bachelet et Lula. Le colistier de Lacalle est Jorge Larrañaga, qui présida le Parti blanco de 2004 à 2008 et fut battu à l'élection présidentielle de 2004 par Tabaré Vázquez.

## Résultats
|                       |                          |                                         |              |              |             |             |         |               |        |               |  |  |  |  |
| Parti                 | Parti                    | Candidats à la présidence et colistiers | Premier tour | Premier tour | Second tour | Second tour | Sièges  | Sièges        | Sièges | Sièges        |  |  |  |  |
| Parti                 | Parti                    | Candidats à la présidence et colistiers | Votes        | %            | Votes       | %           | Chambre | +/–           | Sénat  | +/–           |  |  |  |  |
|                       | Front large (FA)         | José Mujica Danilo Astori               | 1 105 262    | 49,34        | 1 197 638   | 54,63       | 50      | 3             | 16     | 1             |  |  |  |  |
|                       | Parti national (PN)      | Luis Alberto Lacalle Jorge Larrañaga    | 669 942      | 29,90        | 994 510     | 45,37       | 30      | 6             | 9      | 2             |  |  |  |  |
|                       | Parti Colorado (PC)      | Pedro Bordaberry Hugo De León           | 392 307      | 17,51        |             |             | 17      | 7             | 5      | 2             |  |  |  |  |
|                       | Parti indépendant (PI)   | Pablo Mieres Iván Posada                | 57 360       | 2,56         | 2           | 1           | 0       | en stagnation |        |               |  |  |  |  |
|                       | Assemblée populaire (UP) | Raúl Rodríguez da Silva Delia Villalba  | 15 428       | 0,69         | 0           | Nv          | 0       | Nv            |        |               |  |  |  |  |
|                       |                          |                                         |              |              |             |             |         |               |        |               |  |  |  |  |
| Votes valides         | Votes valides            | Votes valides                           | 2 240 299    | 97,21        | 2 192 148   | 95,90       |         |               |        |               |  |  |  |  |
| Votes blancs et nuls  | Votes blancs et nuls     | Votes blancs et nuls                    | 64 387       | 2,79         | 93 810      | 4,10        |         |               |        |               |  |  |  |  |
| Total                 | Total                    | Total                                   | 2 304 686    | 100          | 2 285 958   | 100         | 99      | en stagnation | 30     | en stagnation |  |  |  |  |
| Abstention            | Abstention               | Abstention                              | 258 711      | 10,09        | 277 439     | 10,82       |         |               |        |               |  |  |  |  |
| Inscrit/participation | Inscrit/participation    | Inscrit/participation                   | 2 563 397    | 89,91        | 2 563 397   | 89,18       |         |               |        |               |  |  |  |  |

## Second tour

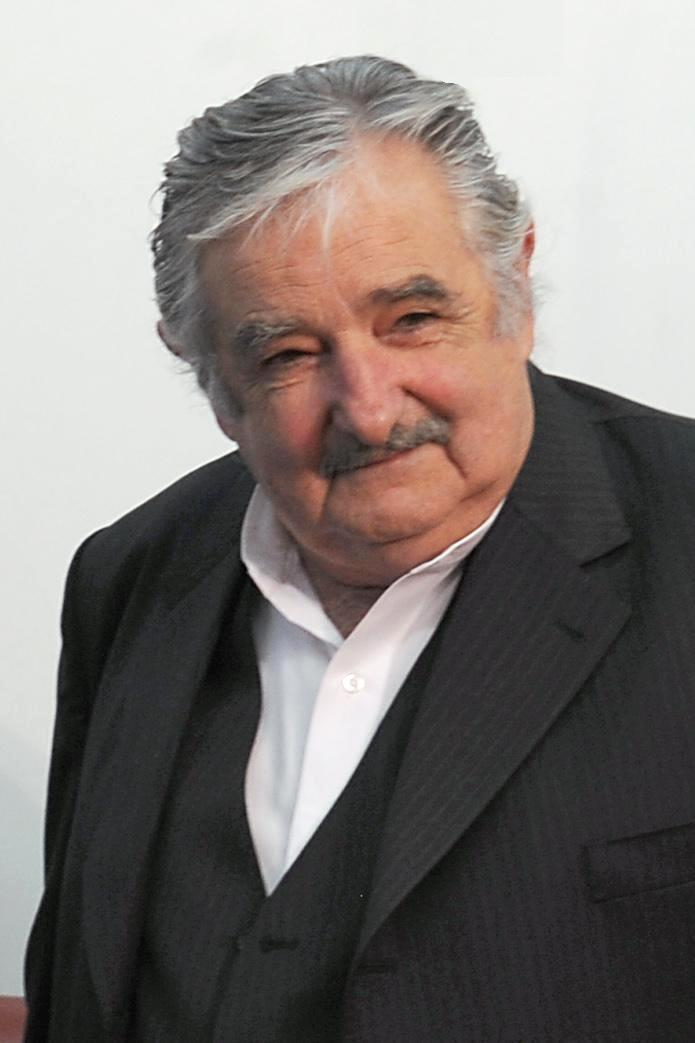
José Mujica, 74 ans, candidat victorieux du Front large pour la présidentielle.

Malgré l'alliance des partis traditionnels (blanco et colorado), le candidat du Front large, José Mujica, l'a emporté contre le « nationaliste » libéral Luis Alberto Lacalle, avec 52,9 % des voix contre 42,9 %. Mujica s'est imposé dans les départements les plus habités d'Uruguay, en particulier le département de Montevideo (environ 1 million d'habitants pour une population totale de 2,5 millions d'habitants), où il a obtenu près de 59,5 % des voix, de Canelones, Salto, Paysandú et Soriano. Lacalle s'est imposé dans les autres départements, mais même dans ceux-là, le Front large a obtenu environ 11 % de suffrages en plus au second tour qu'au premier tour.
Dans le département de Montevideo, la formule Mujica-Astori l'a nettement emporté dans les quartiers populaires : 628 votes contre 141 à Pajas Blancas (es); 4 202 suffrages au premier tour dans le quartier du Cerro (es), contre 1 150 pour les partis traditionnels; ou encore à Casabó; à La Teja, la gauche a triplé ses résultats par rapport à 2004; à Sayago, Mujica obtenait plus de 72 % des voix, et à Peñarol, autre quartier important pour le réseau ferroviaire, Mujica obtenait 65 % des voix. Au contraire, la droite fait le double de voix à Trouville et Villa Biarritz (quartiers de Montevideo), ainsi qu'à bon score à Carrasco (es), où se trouve la Rambla de Montevideo. Par ailleurs, le Front large a aussi obtenu des bons scores parmi les classes moyennes.

## Référendums

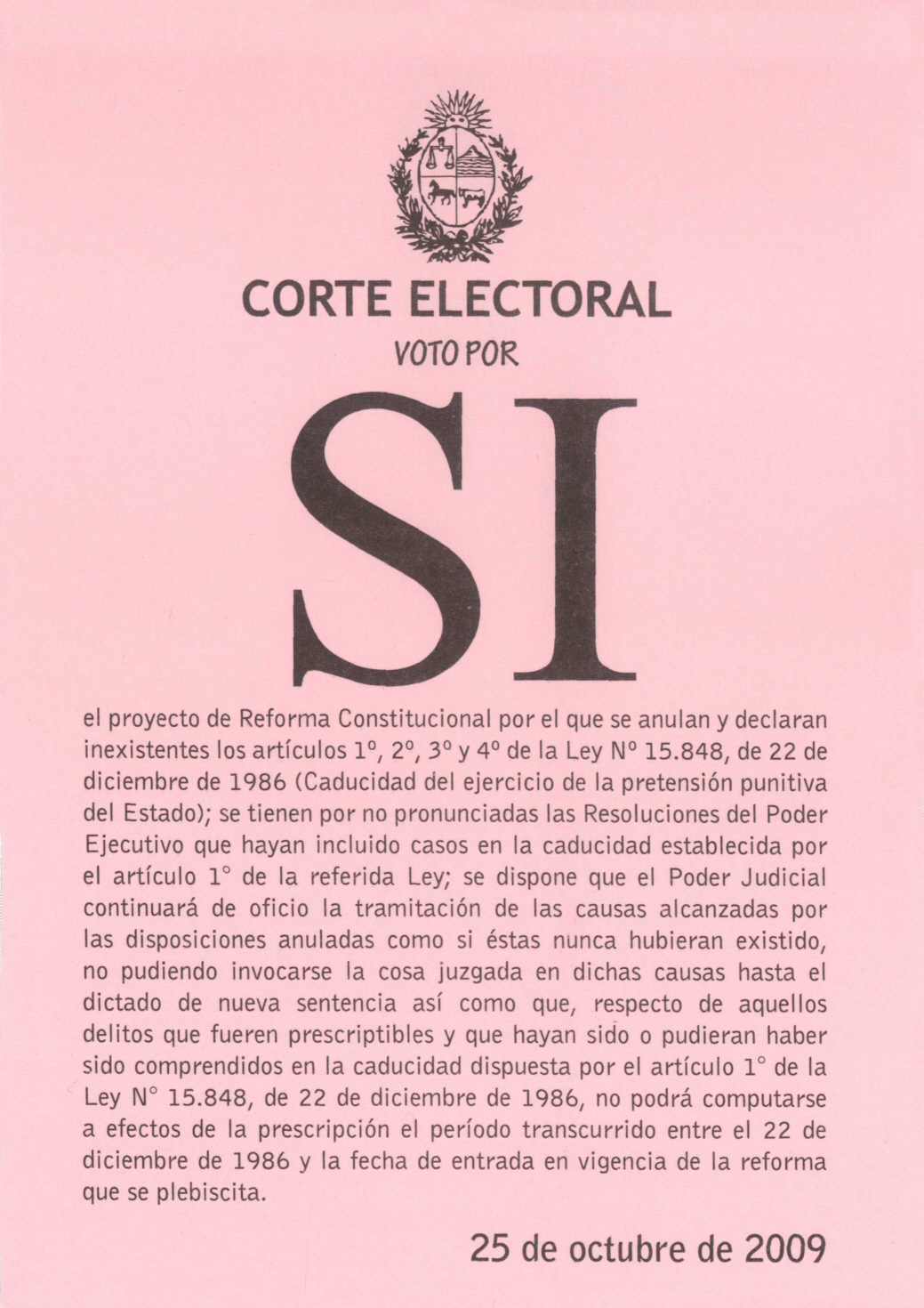
Bulletin en faveur de l'annulation de la loi d'amnistie de 1986.

Deux référendums furent organisés en même temps que le premier tour. 
Le premier, organisé à l'initiative des parlementaires du Front large, portait sur la possibilité de voter par correspondance pour les 600 000 émigrés uruguayens, qui n'ont pas le droit, aujourd'hui de voter. Il n'obtint que 862 454 suffrages (37,42 %), soit moins que le seuil de la moitié des suffrages requis. 
Le second, un référendum d'initiative populaire organisé à l'instigation de la confédération syndicale PIT-CNT, du SERPAJ (Association Paix et Justice), de la FEUU (Fédération des étudiants universitaires d'Uruguay) et du Front large, portait sur l'abrogation de la Loi de Caducité de 1986, amnistiant les violations des droits de l'homme commis par les militaires pendant la dictature (1973-1985). Cette proposition fut rejetée, seuls 1 105 768 des Uruguayens (47,98 % des suffrages) ayant voté en sa faveur. Un référendum organisé en 1989 avait aussi échoué à abroger cette amnistie, considérée comme contraire au droit international par la Commission des droits de l'homme des Nations Unies.

## Les listes pour les sénatoriales et les législatives
En vertu de la ley de lemas modifiée par la réforme constitutionnelle de 1997, qui établit une sorte de scrutin proportionnel plurinominal (ou représentation proportionnelle à scrutin de liste), chaque parti ou coalition de partis présente une lema, ou liste, principale, qui peut être divisées en sublemas (sous-listes). Chaque électeur vote pour une sublema en particulier. 
Le résultat global d'une lema (de toutes les sublemas du groupe politique) est pris en compte en dernière instance pour le calcul des sièges de sénateurs et de députés, lesquels sont ensuite répartis par chaque groupe politique en fonction des scores proportionnels obtenu par chaque sous-liste. En d'autres termes, la lema ayant gagné le plus de votes est considérée victorieuse, les sièges accordés à celle-ci en fonction de son résultat étant ensuite redistribués entre toutes les sous-listes. 
Ce système peut conduire une sous-liste ayant eu moins de vote qu'une autre sous-liste, mais appartenant à la liste principale victorieuse, à obtenir plus de sièges que sa rivale. Il explique notamment la constitution de trois grands blocs politiques, le Front large, le Parti blanco et le Parti colorado, disposant chacun de tendances rivales qui présentent des sous-listes.
Trois partis mineurs (le Parti des travailleurs, les Cuatro Puntos Cardinales, et les Comisiones Unitarias Antiimperialistas, COMUNA) n'ont pas obtenu assez de voix aux élections primaires de juin 2009 pour être autorisés à présenter des listes aux élections générales.

## Sondages

Moyenne lissée des sondages préélectoraux

### Primaires et listes du Front large

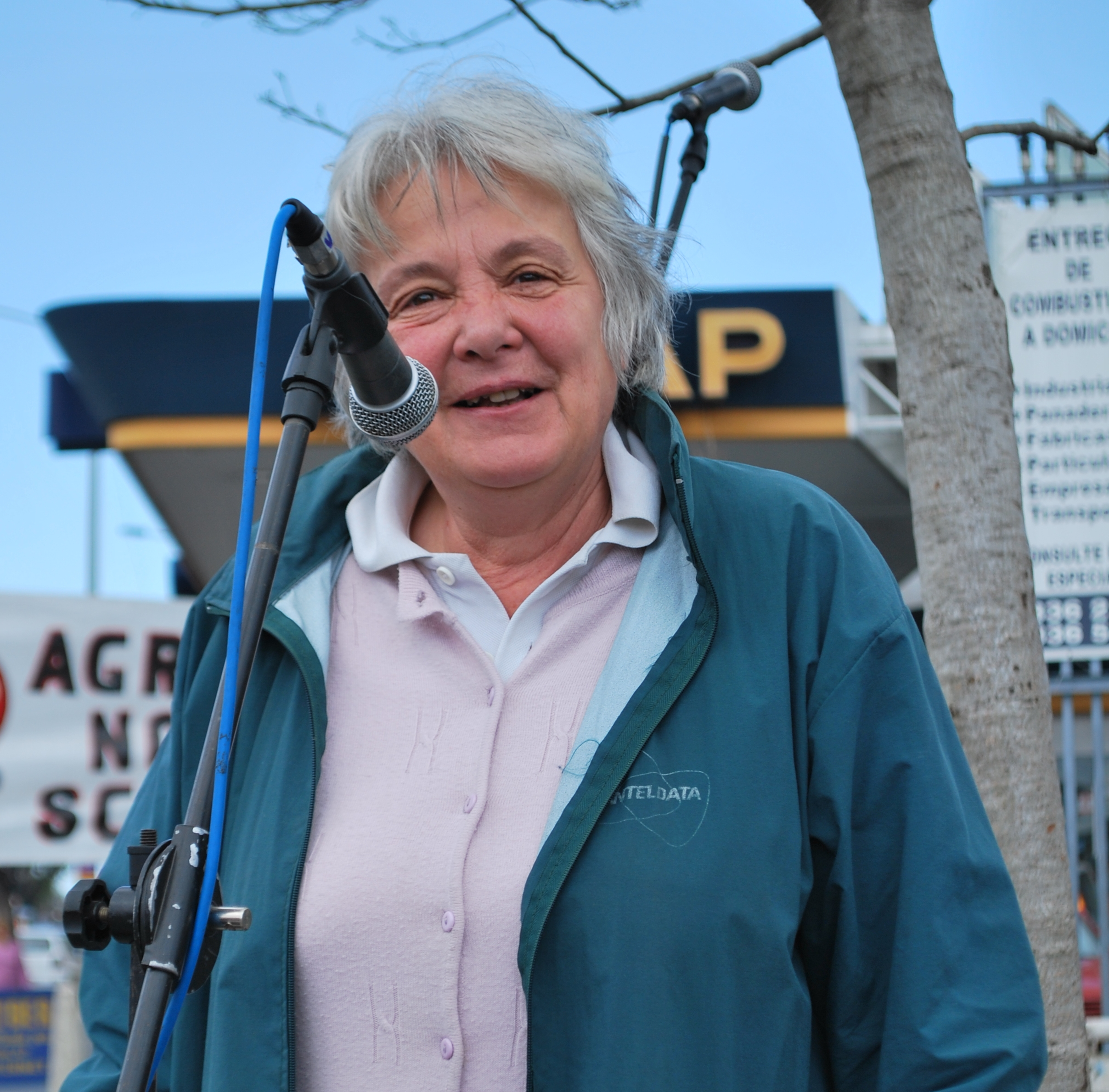
Lucía Topolansky en campagne, septembre 2009. Épouse de José Mujica, elle était tête de liste du MPP pour les sénatoriales, et élue à Montevideo.

Le Front large a présenté trois sous-listes principales pour lesquelles les électeurs pouvaient voter, qui sont des formes de coalitions au sein de l'alliance de gauche. Une fois de plus, le Mouvement de participation populaire (MPP, qui inclut le Mouvement de libération nationale - Tupamaros, MLN-T) s'est imposé comme la première force politique du Front large, qui a fait élire, au total, 16 sénateurs. Le MPP a ainsi 6 sénateurs sur les 16 du Front large, et 25 députés sur les 50 du Front large, représentant à lui seul 1/5 du Sénat et 1/4 de la Chambre des représentants.

#### Les 16 sénateurs du Front large

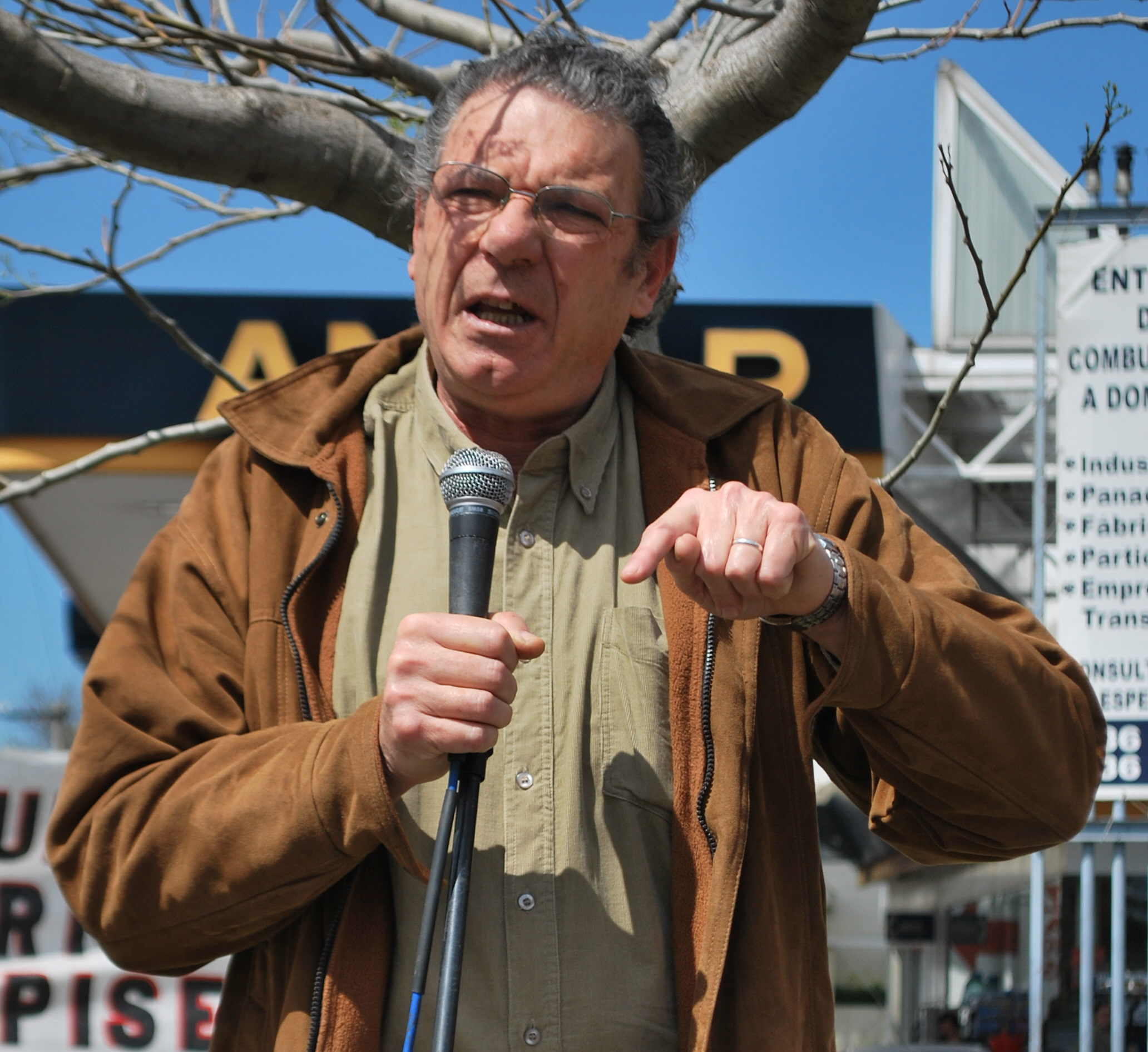
Héctor Tajam, député élu à Montevideo sur la liste 609 du MPP, il fait partie de l'équipe de conseillers économiques de José Mujica.

6 sénateurs appartiennent à la liste 609 (Mouvement de participation populaire, etc.) : Lucía Topolansky (la femme de José Mujica), Eduardo Bonomi (ministre du Travail du gouvernement Vázquez), l'économiste indépendant Alberto Couriel, l'ingénieur agronome Ernesto Agazzi (ministre de l'Agriculture de 2008 à 2009), l'ancien blanco Jorge Saravia et la politologue Constanza Moreira.
5 sénateurs appartiennent aux listes 2121 – 99000 – 738 (Frente Líber Seregni) : Danilo Astori (avec comme suppléant Enrique Pintado, Astori ayant été élu au second tour vice-président), Rodolfo Nin Novoa, Rafael Michelini, Carlos Baraibar et Susana Dalmás.
La liste 90, du Parti socialiste, a fait élire deux sénateurs, Daniel Martínez (ministre de l'Industrie de Vázquez) et Mónica Xavier.
La liste 7 373, du CAP-L, a fait élire un sénateur, l'ancien Tupamaro Eleuterio Fernández Huidobro.
La liste 77 (Axe artiguiste, centre-gauche) a fait élire un sénateur, Eduardo Rubio.
Enfin, la liste 1 001 (Parti communiste) a fait élire un sénateur, Eduardo Lorier.

#### Les listes proposées
| Circonscription et nombre de sièges offerts                          | Nombre                                                                | Noms (et liste apparentée le cas échéant) |
| -------------------------------------------------------------------- | --------------------------------------------------------------------- | --- |
| Artigas (2) :                                                        | 1                                                                     | Patricia Ayala (liste 609-1011 ; membre du MPP ) |
| Canelones (14, 7 élus sur les listes du Front large)                 | 4                                                                     | Esteban Pérez, Sebastián Sabini, Víctor Semproni et Dionisio Vivián.                                                                                              |
| Colonia (3)                                                          | 1                                                                     | Mario Perrachón (liste 609-1 001) |
| Durazno (2)                                                          | 1                                                                     | Martín Tierno (liste 609-1 001) |
| Flores (2)                                                           | 1                                                                     | Roberto Pereira Aljas (liste 609-73 321) |
| Florida (2)                                                          | 1                                                                     | Álvaro Vega |
| Lavalleja (2)                                                        | 1                                                                     | Roberto Fracchia |
| département de Montevideo (40 députés au total, 23 du Front large) : | 10                                                                    | Ivone Passada, Héctor Tajam, Julio Battistoni, Ruben Martínez Huelmo, Oscar Groba, Susana Pereira, Felipe Carballo, Gonzalo Mujica, Luis Puig et Gonzalo de Toro. |
| Paysandú (3)                                                         | 1                                                                     | Gustavo Rombys. |
| Río Negro (3)                                                        | 1                                                                     | Miriam Cáceres |
| Rocha (2)                                                            | 1                                                                     | Aníbal Pereira |
| San José (3)                                                         | 1                                                                     | Walter de León (liste 609-1001) |
| Tacuarembó (2)                                                       | 1                                                                     | Edgardo Rodríguez. |
| Total de députés élus                                                | 26 (sur un total de 99 députés, dont 50 appartiennent au Front large) | |

Les listes proposées étaient les suivantes :
- Sublema « El presidente para todos» :
  - Espace 609 (regroupé autour du Mouvement de participation populaire, avec en sus le Movimiento Claveles Rojos, Participación Masoller et le Parti pour la victoire du peuple, PVP), avec en têtes de listes Lucía Topolansky, Eduardo Bonomi, Alberto Couriel, Ernesto Agazzi, Jorge Saravia, Constanza Moreira, Víctor Vaillant, Luis Puig ;
  - Liste 1001 (Parti communiste), menée par Eduardo Lorier, Oscar López Goldaracena, et Juan Castillo ;
  - Cabildo 1813, menée par Darío Pérez (élu député de Maldonado)
  - Liste 5271 (Courant de gauche), mené par Darío Estades
  - Compromiso Frenteamplista
  - Corriente de Unidad Frenteamplista d'Eduardo Mendez Camaran ;
  - autre liste menée par Andrés Gedraz

- Sublema «Unidad y Pluralismo Frenteamplista» :
  - Frente Líber Seregni, mené par Danilo Astori, Rodolfo Nin Novoa, Rafael Michelini, Carlos Baraibar et Susana Dalmás. Les listes qui font partie de cette coalition centriste sont la 2 121 (Assemblée Uruguay : Danilo Astori, Susana Dalmas, Carlos Baráibar), 738 (Alliance progressiste, avec Rodolfo Nin Novoa et Héctor Lescano), 99 000 (Nouvel Espace de Rafael Michelini), 642 (Mouvement d'intégration alternatif), 1 642 (Uruguay Affirmatif), et 13 (Regroupement du 13 décembre, avec une liste de députés menée par l'afro-uruguayenne Alicia Esquivel[14]). Dans la province, des fusions entre ces diverses listes ont pu avoir lieu (à Canelones ou Maldonado).
  - Espacio 90 (Parti socialiste), mené par Daniel Martínez, Mónica Xavier, Reinaldo Gargano, Álvaro García et Daisy Tourné
  - le Parti ouvrier-révolutionnaire, liste 871 menée par Raúl Campanella (aucun élu).

- Sublema «Más unidad, más compañeros» :
  - CAP-L mené par l'ancien Tupamaro Eleuterio Fernández Huidobro et Luis Rosadilla
  - Vertiente Artiguista, mené par Enrique Rubio, Juan Faroppa et Mariano Arana
  - Liste 5005 (Movimiento Canario), menée par Diego Cánepa, Beatriz Ramírez, María Julia Muñoz et Víctor Rossi
- Liste 787 (Corriente Encuentrista Independiente), menée par Darío Pérez.
- Liste 1968 (Democracia Socialista), menée par Pablo Cabrera.

#### Les primaires au sein du Front large

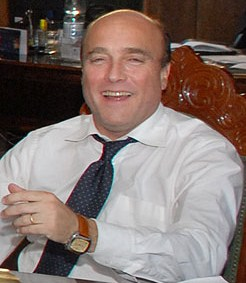
Daniel Martínez, ministre de l'Industrie du gouvernement Vázquez. Élu sénateur (PS) en 2009, il aura été l'un des précandidats pressentis pour les primaires.

Aux élections internes de 2009, et entre autres en raison de l'impossibilité constitutionnelle pour le président de la République, Tabaré Vázquez, d'être réélu, les adhérents du Front large durent choisir entre José Mujica (MLN-T, mais démissionna en mai 2009 pour devenir le « candidat de tous les frenteamplistas »), Danilo Astori (Assemblée Uruguay, centre-gauche) et le maire de Canelones, Marcos Carámbula, ancien membre du Parti communiste qui avait quitté ce dernier en 1992 pour rejoindre la Confluencia Frenteamplista (Confa). Soutenu par le Mouvement de participation populaire (MPP), le CAP-L, le Parti communiste, le Compromiso Frenteamplista, le Parti pour la victoire du peuple (PVP) et le Parti pour la sécurité sociale, Mujica devança largement ses concurrents, obtenant 52,09 % des voix, contre 39,65 % pour Astori, soutenu par la tendance centriste (outre son parti, le Parti socialiste, le Nouvel espace et la majorité de l'Alliance progressiste) ; et 8,27 % pour Carámbula. 
Deux candidats potentiels, Daniel Martínez (Parti socialiste, ministre de l'Industrie de mars 2008 au 31 août 2009), et Enrique Rubio, abandonnèrent finalement la course aux primaires.

### Listes du Parti national (blanco)

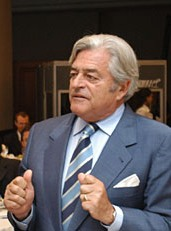
Luis Alberto Lacalle Herrera, candidat à la présidence, président de l'Uruguay de 1990 à 1995. Membre de la tendance herreriste du Parti blanco, il mit alors en œuvre une politique néolibérale.

Le Parti blanco a présenté les listes suivantes pour les sénatoriales, réussissant à faire élire 9 sénateurs, 5 appartenant au courant de l'Unité nationale de Luis Alberto Lacalle et 4 à l'Alliance nationale de Jorge Larrañaga :
- Unité Nationale (UNA), menée par Luis Alberto Lacalle (élu), suivi de Francisco Gallinal (élu), Luis Alberto Heber (élu), Juan Chiruchi (élu), Gustavo Penadés (élu), Carmelo Vidalín et Luis Alberto Lacalle Pou ;
- Alliance Nationale, menée par Jorge Larrañaga (élu), suivi de Sergio Abreu (élu), Heber da Rosa Vázquez (élu), Carlos Moreira (élu), Guillermo Besozzi et Carlos Daniel Camy.
- Le député Alberto Perdomo présenta une liste autonome pour les sénatoriales[16], qui reçut l'appui du groupe Chrétiens pour l'Uruguay[17].
- Martín Padern mena une liste autonome.
- Deux autres listes, menées par Francisco Gallinal, n'eurent qu'un score marginal[18].

Lacalle, battu au second tour par José Mujica, avait choqué lors de la campagne en affirmant qu'il fallait couper les dépenses publiques « à la tronçonneuse ».

### Listes du Parti colorado

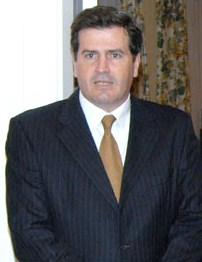
Pedro Bordaberry, le candidat colorado pour la présidentielle, fils de Juan María Bordaberry.

Le Parti colorado présenta deux sublemas principales pour le Sénat, réussissant à faire élire 5 sénateurs, dont trois appartiennent à la liste 10 menée par Pedro Bordaberry, et 2 à la liste 15 :
- Sublema «Vamos Colorados» :
  - Vamos Uruguay (Allez Uruguay), avec la liste 10, menée par Pedro Bordaberry (élu ; fils de l'ancien dictateur Juan María Bordaberry) Germán Coutiño (élu), Ope Pasquet (élu), Max Sapolinsky et Germán Rama. Aux législatives, la liste était menée par Ope Pasquet et Fernando Amado pour le département de Montevideo.
  - Martín Aguirrezabala menait la liste 11.
- Sublema «Renovación Colorada y Batllista» :
  - Propuesta Batllista (Proposition battliste), nouvelle coalition formée du Foro Batllista et de la liste 15, qui présenta José Amorín Batlle (élu) et Tabaré Viera (élu)[20], suivis d'Eduardo Malaquina, Wilson Sanabria, Tabaré Hackenbruch Legnani et Oscar Magurno.
  - «Uruguay es posible», nouveau nom de l'Unión Colorada y Batllista, présenta au Senat Alberto Iglesias[21].
  - José Pablo Franzini mena la Liste 5.
  - Diego Martínez mena la Liste 42.

L'ancien président Jorge Batlle Ibáñez renonça à présenter une liste autonome.

### Listes du Parti indépendant
Le Parti indépendant présenta deux listes pour les sénatoriales, mais n'a obtenu aucun siège. Il a cependant réussi à faire élire deux députés, Enrique Dieste à Canelones et Iván Posada à Montevideo.
- « Changer la politique », la liste officielle du parti, était menée par Pablo Mieres, par ailleurs candidat à la présidentielle.
- Le Movimiento de los Comunes présenta une liste menée par Víctor Pezzano.

### Listes de l'Assemblée populaire
L'Assemblée populaire présenta cinq listes pour les sénatoriales, avec l'objectif, déçu, d'obtenir un siège pour l'avocat travailliste et ancien sénateur Helios Sarthou, ancien membre du Mouvement de participation populaire et du Courant de gauche, qui avait quitté il y a peu le Front large.
- Mouvement du 26 mars (liste 326), avec Helios Sarthou
- Los Bolcheviques (liste 6464 et 6363), avec Carlos Arambillete[22]
- Partido Humanista del Uruguay, liste 1969, avec Helios Sarthou et Jorge Mirone
- Grupo Avanzar, liste 13013, avec Helios Sarthou et Claudia Lugo
- Movimiento de Defensa de los Jubilados (MODEJU, Mouvement de défense des retraités), liste 3060, avec Helios Sarthou et Felisa Alonso.

## Liste des députés élus par département et par parti
Source .
- Artigas:

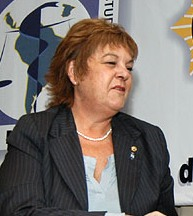
Daisy Tourné, ministre de l'Intérieur de 2007 à 2009, réélue députée du PS à Montevideo.

  - Front large: Patricia Ayala (liste 609-1011; membre du MPP [13])
  - Parti national: Liste 816 – Rodolfo Caram.

- Canelones, deuxième circonscription du pays, avec 14 députés:
  - Front large (7):
    - Liste 609 (MPP, etc.)  – Esteban Pérez, Sebastián Sabini, Víctor Semproni et Dionisio Vivián.
    - Liste 2121 et 738 – José Carlos Mahia.
    - Liste 7373 (CAP-L) – Juan Carlos Souza.
    - Liste 90 (PS) – Roberto Conde.

  - Parti national (4):
    - liste 400: Luis Lacalle Pou et Amin Niffouri Blanco.
    - Liste 71: Richard Charamello.
    - Liste 2010: Alberto Perdomo.

  - Parti colorado (2):
    - Liste 10: Graciela Mattiaude.
    - Liste 1030 (Propuesta Batllista): Gustavo Espinosa.

  - Parti indépendant, liste 909: Enrique Dieste.

- Cerro Largo:
  - Front large (liste 90): Yerú Pardiñas
  - Parti national (liste 2 004): Sergio Botana.

- Colonia:
  - Front large (liste 609-1 001; (MPP, etc., et PCU): Mario Perrachón.
  - Parti national: Liste 1 212 – Ricardo Planchón.
  - Parti colorado: Liste 2015 – Daniel Bianchi.

- Durazno: 
  - Front large : Liste 609-1001 ((MPP, etc.) – Martín Tierno.
  - Parti national: Liste 41 000 – Carmelo Vidalín.

- Flores:
  - Front large : Liste 609-73321 – Roberto Pereira Aljas.
  - Parti national: Liste 904 – Ricardo Berois.

- Florida. 
  - Front large : Liste 609 (MPP, etc.) – Álvaro Vega.
  - Parti national: Liste 62 – Carlos Enciso Christiansen.

- Lavalleja. 
  - Front large : Liste 609 (MPP, etc.) – Roberto Fracchia.
  - Parti national: Liste 5 158 – Adriana Peña.

- Maldonado. 
  - Front large : Liste 1 813 – Darío Pérez.
  - Parti national: Liste 21 – Nelson Rodríguez Servetto.
  - Parti colorado: Liste 10 – Germán Cardozo.

- département de Montevideo (40 députés):
  - Front large (23)
    - Liste 609 (MPP, etc.) – Ivone Passada, Héctor Tajam, Julio Battistoni, Ruben Martínez Huelmo, Oscar Groba, Susana Pereira, Felipe Carballo, Gonzalo Mujica, Luis Puig et Gonzalo de Toro.
    - Liste 2121 – Enrique Pintado Jorge Orrico, Alfredo Asti et Carlos Varela.
    - Liste 90 (PS) – Daisy Tourné, Gustavo Bernini, Julio Bango et María Laurnaga.
    - Liste 99000 – Felipe Michelini et Jorge Pozzi.
    - Liste 7373 (CAP-L) – Luis Rosadilla.
    - Liste 77 – José Bayardi.
    - Liste 1001 – Doreen Ibarra (PCU).

  - Parti national(9): 
    - Liste 71 – Analía Piñeyrúa, Jaime Trobo, Gustavo Borsari et Pablo Abdala.
    - Liste 2004 – Jorge Gandini, Javier García et Pablo Iturralde.
    - Liste 33 – Verónica Alonso.
    - Liste 404 – Álvaro Delgado.

  - Parti colorado (7): 
    - Liste 10 – Juan Ángel Vázquez, Fernando Amado, Alma Mallo, Aníbal Gloodoftsky, Fritzerald Cantero et Juan Garino.
    - Liste 2000 (Propuesta Batllista) – Oscar Magurno.

  - Parti indépendant: Liste 909 – Iván Posada.

- Paysandú. 
  - Front large : Liste 609 – Gustavo Rombys.
  - Parti national: Liste 2 004 – Bertil Bentos Escagnegatti.
  - Parti colorado: Liste 10 – Walter Verri.

- Río Negro. 
  - Front large : Liste 609 – Miriam Cáceres.
  - Parti national: Liste 58 – Daniel Mañana.

- Rivera. 
  - Front large : Liste 90 – Julio César Fernández.
  - Parti national: Liste 15 – Gerardo Amarilla.
  - Parti colorado: Liste 2000 (Propuesta Batllista) – Marne Osorio.

- Rocha. 
  - Front large: Liste 609 – Aníbal Pereira.
  - Parti national: Liste 71 – José Carlos Cardoso.

- Salto. 
  - Front large: Liste 393 – Alejandro Domostos.
  - Parti national: Liste 2004 – Rodrigo Goñi.
  - Parti colorado: Liste 1153 – Cecilia Eguiluz.

- San José. 
  - Front large: Liste 609-1001 (MPP, etc., et PCU)– Walter de León.
  - Parti national: Liste 22 – Alberto Casas.
  - Parti Colorado: Liste 1010 – Gustavo Cersósimo.

- Soriano. 
  - Front large : Liste 2189-90 – Roque Arregui.
  - Parti national: Liste 903 – Gonzalo Novales.

- Tacuarembó. 
  - Front large : Liste 609 – Edgardo Rodríguez.
  - Parti national: Liste 71 – Antonio Chiesa.

- Treinta y Tres. 
  - Front large  Liste 4090 – Hermes Toledo.
  - Parti national: Liste 8 – Dardo Sánchez